# Ecnomophlebia
Ecnomophlebia là một chi bướm đêm thuộc họ Geometridae.

## Các loài
- Ecnomophlebia argyrospila Turner, 1941